# Штаєр Максим Андрійович
Максим Андрійович Штаєр (нар. 28 листопада 1978) — український футболіст, півзахисник. У сезоні 2002/03 років став найкращим бомбардиром української Першої ліги.

## Життєпис
Першим клубом Штаєра стала «Нива-Космос», проте, в першому ж сезоні футболіста в клубі команда була розформована. Потім Максим перейшов у «Оболонь», де провів чотири сезони, зіграв 69 матчів і забив чотири м'ячі. У сезоні 1999/00 років також виступав за фарм-клуб «пивоварів». Після декількох ігор за «Гірник-спорт» Штаєр перейшов у хмельницьке «Поділля». У другому сезоні з клубом Штаєр, який не відрізнявся до цього високою результативністю, забив 15 м'ячів у 32 матчах і став найкращим бомбардиром Першої ліги. Примітно, що за сезон 2002/03 років Штаєр забив майже вдвічі більше м'ячів, ніж за всю кар'єру до того (8 м'ячів). Після року з івано-франківським «Спартаком» в кар'єрі футболіста почався період нестабільності: він міняв клуб кожен сезон, рідко долаючи позначку в десять матчів за команду. Його останнім клубом став аматорський «Ніжин», де він закінчив кар'єру в 2007 році.